# Juszva
Juszva (oroszul: Юсьва) falu Oroszország Permi határterületén, a Komi-permják körzet Juszvai járásának székhelye. 
Lakossága: 4679 fő (a 2010. évi népszámláláskor).

## Fekvése
A Permi határterület központi részén, a Káma vízrendszeréhez tartozó Juszva folyó partján helyezkedik el. Kudimkartól 18 km-re keletre, a várost a Káma parti Uszty-Pozsva kikötővel összekötő úton fekszik. 
Kudimkaron át közút köti össze a transzszibériai vasútvonal Verescsagino–Perm közötti szakaszán lévő Mengyelejevo vasútállomással. 

## Története
Első írásos említése 1579-ből származik. Neve a folyónév átvételével keletkezett, jelentése 'hattyú-folyó, hattyúk folyója'. A legenda szerint a folyó egykor hattyúk élőhelye volt.
1860-tól kezdve a Szolikamszki ujezd egyik közigazgatási egységének (voloszty) székhelye volt. 1917 előtt a helyi bőr- és cipőipar központjának számított. 1925-ben lett járási székhely. Lenfeldolgozó üzemét 1932-ben kezdtek építeni, mely 1960-ig a kudimkari lenfeldolgozó egyik üzemegységeként működött.